# مبنای جامعه‌شناختی گونه زناشویی
برای تببین و توضیح گرایش‌های همسرگزینی مردمان (از نظر شمار همسران) نظریه‌های متفاوتی ابراز شده‌است. این نظریه‌ها بر دو گونهٔ طبیعت‌محور و جامعه‌محور است. در نظریه‌ای طبیعت‌محور، گونهٔ زناشویی (تک‌همسری یا چندهمسری بودن آن) برخاسته از دخالت مستقیم عوامل زیست‌شناختی است. در نظریه‌ای جامعه‌محور، گونهٔ زناشویی برخاسته از فشارهایی با مبنای جامعه‌شناختی (و مسلماً توأم با تصمیم‌گیری‌های با منطق تکاملی) است. در تبیین‌های جامعه‌محور، پژوهشگر به‌طور مستقیم به دنبال یافتن علت‌های زیست‌شناختی یا روان‌شناختی در گزینش گونهٔ زناشویی نیست.
وانگهی شواهد تجربی نشان داده‌است که تک‌همسری یا چندهمسری بودن یک جامعه با ویژگی‌هایی چون «اقتصاد امرار معاش، طبقاتیدگی جامعه، یکپارچگی سیاسی، الگوی اِسکان، و بزرگی‌کوچکی اجتماع» ارتباط مستقیم می‌دارد. از طرف دیگر با هنجارهای اجتماعی چون «دین یا تابوهای جنسی» تنها رابطه‌ای غیرمستقیم می‌دارد. مطالعات تجربی گویای آن‌اند که جامعه‌هایی با پیچیدگی اقتصادی‌اجتماعی بیشتر، گرایش به تک‌همسری و جامعه‌هایی با پیچیدگی اقتصادی‌سیاسی کمتر، گرایش به چندهمسری می‌دارند. همچنین میان پژوهشگران تقریباً اتفاق‌نظر وجود دارد که جامعه‌های بشری اندک‌اندک سوی تک‌همسری می‌خزند. نظریه‌های مختلف جامعه‌محور سعی در توضیح واقعیت‌های بالا می‌دارند.
در برخورد با این واقعیات، به‌ویژه گرایش هرچه‌بیشتر به تک‌همسری دو رویکرد جامعه‌محور هست. یکی به اختصار «تراضی مردان» (کوتاه‌آمدن مردان) و دیگری «برگزینندگی زنان» نامیده می‌شود.
سه نظریهٔ معروف با رویکرد تراضی مردان هست که به ترتیب توسط الکساندر، بتزیگ و مک‌دونالد ارائه شده‌اند.

## نظر الکساندر
از نظر الکساندر، تک‌همسری برخاسته از اعمال قانون است. به کمک قانون‌های اجتماعی امکان ازدواج/جفت‌گیری برای همهٔ طبقات جامعه (حتی طبقات فرودست) فراهم می‌آید و این به نوبهٔ خود به اتحاد و تندرستی عمومی جامعه کمک می‌کند. بودن این قانون‌های تحمیلی‌به‌دست‌جامعه (در تقابل با آنِ تحمیلی‌به‌دستِ‌زیست‌محیط) وردش شمار فرزندان در زیرگروه‌های اجتماعی را می‌کاهد و از همین رو نرخ رشد جمعیتی طبقه‌های مختلف اجتماعی تقریباً یکسان می‌ماند. پس انتظار می‌رود که در جامعه‌هایی قانونمندتر (در تقابل با جوامع استبدادی با «حکومت فرد») تک‌همسری گونهٔ مرسوم زناشویی باشد. نیز از آنجا که «حکومت قانون» با دموکراسی و بودن سامانه‌های رأی‌گیری، دولت و نهادهای اجتماعی هم‌بستگی قوی می‌دارد، جامعه‌های دموکراتیک به سمت تک‌همسری می‌روند.

## نظر بتزیگ
نظر بتزیگ تکیه بر کوشش‌های طبقهٔ حاکم برای بیشینه‌سازی منافع می‌دارد. گرایش جامعه‌های امروزی به سمت تک‌همسری این‌گونه توجیه می‌شود: طبقهٔ حاکم با دست‌بازداشتن از چندهمسری برخی منافع کوتاه‌مدت (یعنی تولیدمثل بیشتر) را از دست می‌دهد لیک به جای آن امید بقای زمانی یعنی به طول‌انجامیدن دوران سروری را افزایش می‌دهد و از این رو امتیازهایی بلندمدت به دست می‌آورد. سود بلندمدت برخاسته از خشنودی رعایاست چرا که مثلاً دسترسی بیشتری به زنان می‌دارند. با پیچیده‌تر شدن جامعه و پیشرفت‌های اقتصادی، حاکمان برای بقا، بیش از پیش به رعایاشان نیازمندند، خصوصاً در زمان جنگ. کردارهایی چون دست‌بازداشتن از برخی حقوق ویژه (در اینجا چندهمسری) به بقای بلندمدت ایشان یاری رساند.

## نظر مک‌دونالد
نظریات مک‌دونالد بیشتر تاریخ‌مدار است. او به عامل‌های گوناگون در جامعه‌های مختلف اشاره می‌دارد که منجر به برقراری و سپس نگاهداری سنت تک‌همسری شده‌اند. بسیاری از عامل‌هایی که وی برمی‌شمارد بیشترین مصداق را در جامعه‌های غربی (با فرهنگ مسیحی) می‌دارند، چو نقش کلیسای کاتولیک در برقراری تک‌همسری در اروپای سده‌های میانه یا نقش زنان توانگر در آغاز مسیحیت. یکی از عامل‌هایی که مک‌دونالد برمی‌شمارد همچندگرایی سیاسی (دموکراسی) است که خود به همچندگرایی جنسی می‌انجامد. این عامل آخری (به‌طور خاص) به دست دیگران تحلیل شده‌است.
آنچه میان این سه نظریه مشترک است اشاره به دست‌داشتن دموکراسی به عنوان یکی نیروی راننده به سمت تک‌همسری‌است. دموکراسی و نیروهای اجتماعی، به شیوه‌های گوناگونی که در نظریه‌های فوق گفته آمد، لختی از قدرت طبقهٔ نَرِ حاکم می‌کاهند و طبقه‌های پست‌تر را می‌دهند. از این روست که به این نظریه‌ها عنوان «کوتاه‌آمدن مردان» داده شده‌است.

## برگزینندگی زنان
بر سه نظریهٔ بالا خرده گرفته شده‌است که به نقش زنان نپرداخته‌اند. پس مدلی توسط کانازاوا و همکاران ارائه شده‌است که به نقش زنان می‌پردازد و آن را «برگزینندگی زنان» می‌خوانند. این مدل را در دو فرضیه پیدا توان کردن:
1. نابرابری در بهره‌مندی مردان از منابع/امکانات تأثیر مثبت بر چندزنی می‌دارد.
2. افزایش قدرت زنان در جامعه تأثیرِ برهمکنشی مثبت در میزان چندزنی در جامعه می‌دارد.

به بیان خودمانی‌تر، زنان گاه ترجیح می‌دهند که زن دوم یا سوم یکی مرد توانگر باشند تا تنها زنِ یکی مردِ درویش. تا هنگامی که نابرابری‌ها در حدی‌است که زن دوم یا سوم کسی بودن پرمنفعت‌تر از تنها زنِ کس دیگری بودن است، انتظار بروز چندهمسری را نیز بباید داشتن. با نظر به اینکه در طول تاریخ این زنان‌اند که برگزیننده‌اند، فرضیهٔ دوم نیز قابل درک است.
با اندرنگریستن به فرضیهٔ دوم این پرسش پیش آید که اگر چندهمسری هم‌بستگی مثبت با قدرت زنان در جامعه می‌دارد، چرا امروزه چندهمسری در جامعه‌هایی رواج می‌دارد که در آنها زنان از حقوق سخت اندکی برخوردارند. به این پرسش اینگونه پاسخ داده شده‌است که این، یکی معلول درجه دوم است به این معنی که همچندگرایی غربی نه تنها همهٔ مردان را به‌قهر با هم مساوی می‌کند بلکه مردان و زنان را نیز مساوی می‌کند. در واقع چیزی که در جوامع غربی باعث از بین رفتن چندهمسری شده‌است این همچندکنندگی اجباری نیروهای اجتماعی‌است که منجر به برابری نسبی برخورداری مردان از امکانات شده‌است و از این رو زنان دیگر منفعت چندانی در چندهمسری نمی‌بینند. پس عامل اصلی در اینجا برابری نسبی امکانات نزد مردان است و نه برابرشدن زن و مرد. اما این همچندی زن و مرد که از معلول‌های همچندگرایی غربی‌است باعث احساس هم‌بستگی منفی قدرت زنان و چندزنی در جامعه می‌شود.

## فهرست منابع و مآخذ
- Alexander, R. D. (1987). The Biology of Moral Systems. A. de Gruyter.
- Betzig, L. (1986). Despotism and Differential Reproduction: A Darwinian View of History. Aldine De Gruyter.
- Kanazawa, S. (2001). Science vs. history: A reply to macdonald. Social Forces, 80(1):349–352.
- Kanazawa, Satoshi and Still, Mary C. (1999). Why monogamy? Social Forces, 78(1):25–50.
- MacDonald, K. (2001). Theoretical pluralism and historical complexity in the development and maintenance of socially imposed monogamy: A comment on kanazawa and still. Social Forces, 80(1):343–347.
- Osmond, M. W. (1965). Toward monogamy: A cross-cultural study of correlates of type of marriage. Social Forces, 44(1):8–16.